# 強烈熱帶風暴苗柏 (2011年)
強烈熱帶風暴苗柏（英語：Severe Tropical Storm Merbok，聯合颱風警報中心：WP122011，國際編號：1110）為2011年太平洋颱風季第10個被命名的風暴。「苗柏」一名乃由馬來西亞提供，苗柏是馬來西亞人喜愛飼養的一種雀鳥，頸部有斑點的鴿子，常見於郊外和荒地。

## 發展過程
8月2日於東經162度，北緯23度一個熱帶擾動形成，聯合颱風警報中心評級為Medium。
8月3日早上，日本氣象廳將其升格為熱帶性低氣壓。同日下午2時，日本氣象廳將其升格為熱帶風暴，並命名苗柏，同時中央氣象局將其升格為輕度颱風。下午5時，聯合颱風警報中心將苗柏升格為熱帶性低氣壓，並發出第一次報告。晚上11時，聯合颱風警報中心將苗柏升格為熱帶風暴。有可能繼續增強成為強烈熱帶風暴，偏向於海上消散，有機會影響到俄羅斯的太平洋島嶼。
8月5日，此風暴增強為強烈熱帶風暴。
8月10日，此風暴轉化為溫帶氣旋。

## 外部連結
- 聯合颱風警報中心首頁 （页面存档备份，存于） （英文）
- 中央氣象局首頁 （页面存档备份，存于） （繁體中文）
- 日本氣象廳首頁 （页面存档备份，存于） （日語）
- 香港天文台首頁 （页面存档备份，存于） （繁體中文）
- 澳門地球物理暨氣象局首頁 （页面存档备份，存于） （繁體中文）
- NASA Mission Page （页面存档备份，存于） （英文）